# Dubasă

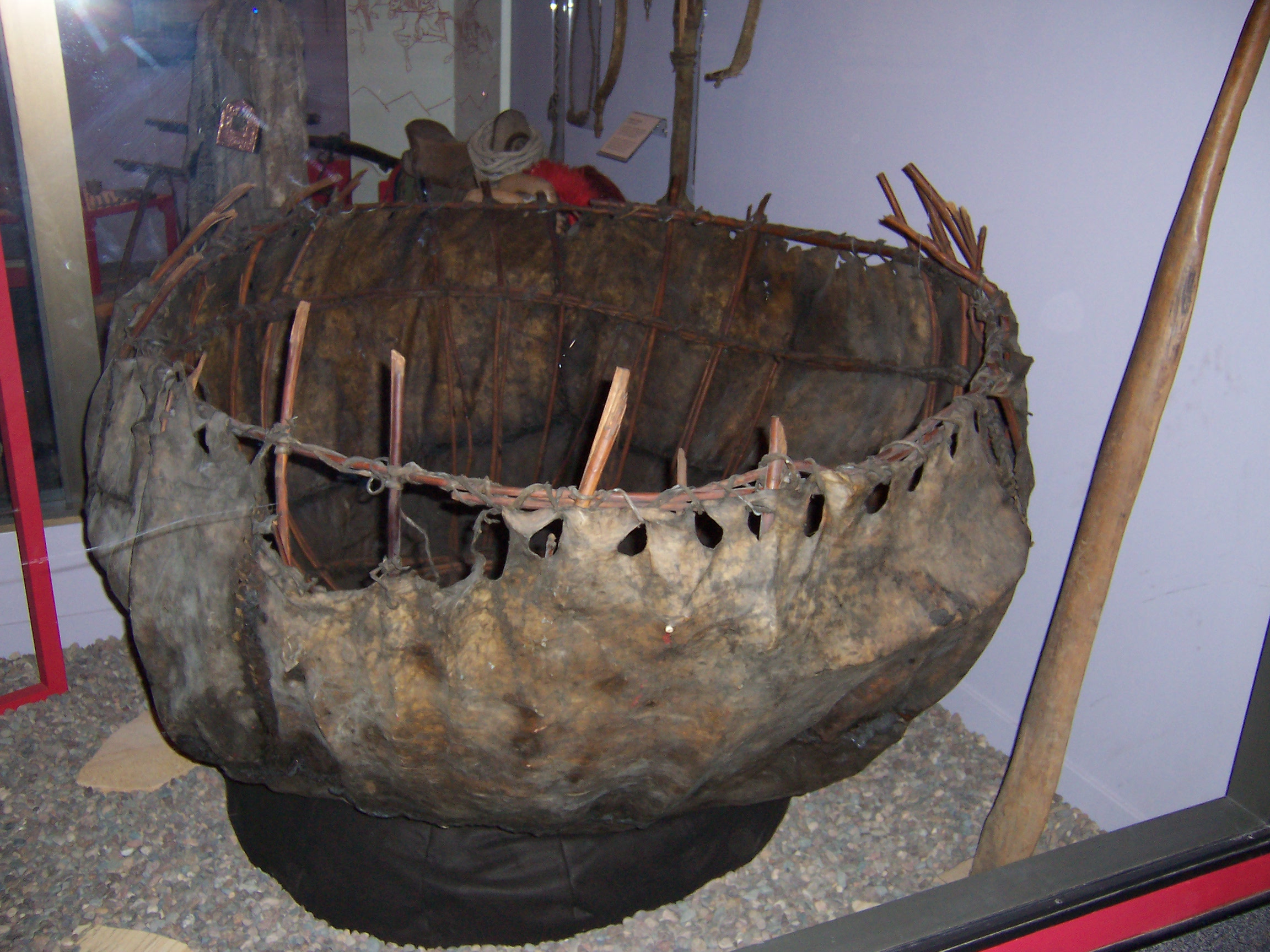
O dubasă din Asia la Muzeul de Istorie Naturală din Chicago.

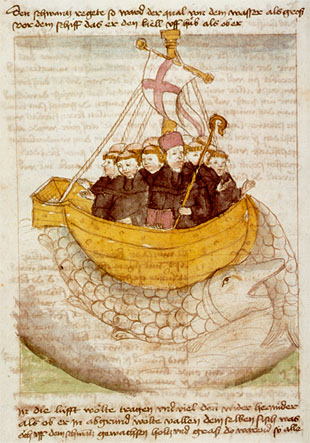
Călătoria Sf. Brendan din Clonfert ilustrată într-un manuscris german din secolul al XV-lea.

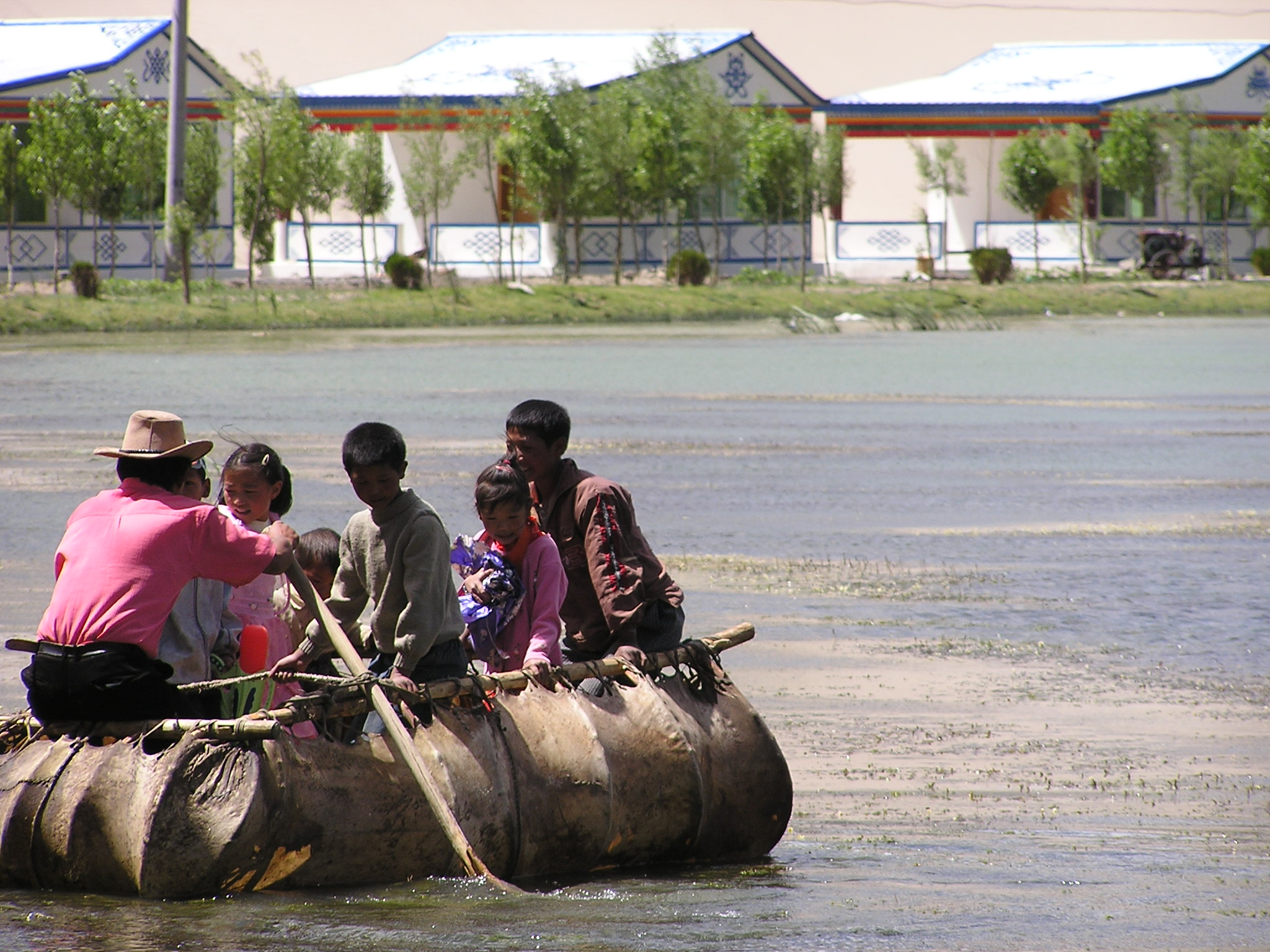
O dubasă din Tibet, 2006.

Dubasa este o ambarcațiune de formă rotundă sau ovală, mai rar pătrată, realizată din nuiele, piele sau pânză groasă, unse cu grăsime sau smoală, concepută pentru a traversa râuri sau fluvii învolburate cu încărcături importante, învârtindu-se, dar fără să se răstoarne. Era mânuită cu mai multe vâsle de către breasla „dubăsarilor” care și realiza și întreținea acest tip de ambarcațiuni.

## Istorie
Dubasele își trag numele din limba mongolă (tumbaz însemnând „coș mare”) și au apărut pe meleagurile europene odată cu Hoarda de Aur, dar este foarte probabil că erau întrebuințate mai dinainte de Sciți, Huni, Avari, Hazari, Maghiari, Pecenegi sau Cumani pentru a traversa apele curgătoare ce le stăteau în cale în drumul lor din răsărit spre apus, cu atât mai lesne cu cât erau ușor de transportat. Dar și mai înainte, încă din antichitate, sunt menționate și reprezentate grafic de exemplu în Mesopotamia, sub numele de „guffa”. Teorii moderne sugerează că și legendara arcă a lui Noe, prezentată în Biblie, ar putea fi o asemenea ambarcațiune, la proporții amplificate.
Scriitorii antici precum Timeu din Taormina descriu dubasa ca fiind realizată din piele de taur sau de cal, existând în toate „țările barbare” pentru transportul fluvial și pentru pescuit, lucru confirmat de Iulius Caesar în lucrarea sa „De bello gallico”.
O legendă irlandeză afirmă că un călugăr, Brendan din Clonfert, a traversat oceanul Atlantic într-o dubasă în anii 515-524, ajungând în insulele Feroe și în Islanda.
Dubasa exista de asemenea la populațiile băștinașe din America de Nord, coloniștii europeni numind-o „bullboat” (luntre de piele de taur), precum și în insulele britanice sub denumirea de „coracle”, în Irak unde se numește „gufa”, în India unde se numește „parisal”, în Vietnam unde se numește „thung-ciai”, în Mongolia și în Tibet unde este numită „ko-oas” și „kudru”. Există de asemenea variante moderne, pliante, concepute de inventatorul francez Marcel Bardiaux și folosite de forțele armate.
Pe teritoriul Republicii Moldova există localitatea Dubăsari, așezată pe malul stâng al Nistrului. Numele localității arată că pe aici se era o cale de traversare a Nistrului cu ajutorul dubaselor, probabil din timpul cumanilor sau al tătarilor.